# Рудник, Лев Сергеевич
Лев Сергеевич Ру́дник (1906—1987) — советский режиссёр театра и кино. Заслуженный деятель искусств РСФСР (1944).

## Биография
Родился 18 июня (1 июля) 1906 года в Бердичеве (ныне Житомирская область, Украина) в еврейской семье. В 1937 году окончил театральную школу при Ленинградской госдраме. Работал в театрах Ленинграда, в 1940—1944 годах — директор и художественный руководитель БДТ имени М. Горького. Во время Великой Отечественной войны, вернувшись с театром в блокадный Ленинград, организовал шефскую работу, выезжая с театром на передовую. Член КПСС с 1952 года (ранее исключался и восстанавливался).
В 1949—1953 годах — режиссёр Ростовского-на-Дону театра.
С 1960 года — режиссёр МДТ имени Н. В. Гоголя.
С 1961 года — режиссёр, с 1964 года — главный режиссёр Московского театра-студии киноактёра.
Умер 2 июля 1987 года. Похоронен в Москве в колумбарии Донского кладбища (секция № 22).

## Творчество

### Театральные работы
- 1935 — «Бегство» Д. А. Щеглова; «Ваграмова ночь» Л. С. Первомайского
- 1941 — «Волки и овцы» А. Н. Островского
- 1943 — «Кремлёвские куранты» Н. Ф Погодина
- 1944 — «Офицер флота» А. А. Крона
- 1946 — «Под каштанами Праги» К. М. Симонова
- 1949 — «Учитель танцев» Лопе де Вега, «Степь широкая» Н. Г. Винникова, «Дачники» М. Горького
- 1950 — «Семья» И. Ф. Попова
- 1951 — «Маскарад» М. Ю. Лермонтова, «Бесприданница» А. Н. Островского
- 1953 — «Сын Рыбакова» В. М. Гусева и В. В. Винникова.

### Фильмография
- 1961 — Жизнь сначала; Дуэль (совместно с Т. Б. Березанцевой)
- 1965 — Сквозь ледяную мглу
- 1966 — Корни (фильм-спектакль)

## Награды и звания
- Заслуженный деятель искусств РСФСР (1944);
- Народный артист Кабардино-Балкарской АССР;
- Орден Красной Звезды (22.7.1945);
- Медали.